# Allée couverte de la Pierre de Rabelais
L'allée couverte de la Pierre de Rabelais était située à Meudon dans le département des Hauts-de-Seine. Les dalles de grès qui la constituaient furent réutilisées pour construire un pseudo-dolmen dans le parc de l'observatoire.

## Historique
L'allée couverte fut découverte en 1845 lors de travaux d’aplanissement de la grande avenue du château de Meudon : plusieurs pierres dépassaient du sol, gênant la circulation, la plus importante étant surnommée la Pierre de Rabelais. Alerté par le maire de Meudon, le Dr Eugène Robert entreprit une fouille sur place des restes de la couche archéologique qui n'avaient pas encore été détruit. Par ordre du roi Louis-Philippe Ier, les six dalles qui avaient échappé au débitage furent transportées dans la cour d'honneur du château. Elles furent momentanément empilées sous la forme d'une pyramide qui fut renversée par les troupes allemandes lors de la guerre de 1870. Par la suite, Jules Janssen fit construire avec les dalles, au même endroit, un pseudo-dolmen sans aucun souci de restauration à l'identique.

## Description
Initialement, l'allée avait été édifiée à mi-hauteur d'un coteau, à 120 m d’altitude sur une pente douce. Elle était orientée ouest-sud-ouest / est-nord-est, dans l'axe de la pente, l'ouverture vers l'est-nord-est. On ne dispose que d'un plan et d'une description du Dr Robert mais le monument était déjà en grande partie démantelé lors de son intervention, son architecture précise nous est donc inconnue. L'ensemble du monument pourrait avoir mesuré environ 13 m. L'existence d'une antichambre n'est donc pas exclue mais indémontrable. Toutes les dalles sont en grès siliceux, dit de Fontainebleau.
La chambre mesurait entre 8,50 m et 10,50 m de longueur pour environ 2 m de large et 1,50 m de hauteur. Elle comportait une large dalle de chevet (2,80 m de largeur pour 1,30 m de hauteur) dressée sur une assise de pierres sèches posées horizontalement. Les côtés étaient délimités par des orthostates, reliés entre eux par des murets de pierres sèches, appuyés contre des murs en pierres sèches de renforcement. L'ensemble était recouvert d'au moins cinq tables de couverture, l'une d'entre elles ayant déjà été débité en pavés avant l'intervention du Dr Robert. Le sol de la chambre était dallé de plaquettes de calcaire, certaines comportaient des traces de combustion.

## Sculptures
D'après le Dr Robert, trois orthostates comportaient des gravures : une rainure profonde en forme de fer à cheval sur une première dalle, une concavité presque circulaire (diamètre d'environ 1 m) sur une seconde et une rainure profonde sur la troisième. La concavité fut momentanément interprétée comme étant un polissoir. Aucune de ses sculptures n'est désormais visible sur les dalles du pseudo-dolmen.

## Vestiges archéologiques
La tombe fut violée dès l'époque romaine. Les différents aménagements routiers réalisés depuis le XVIIe siècle jusqu'à la mise au jour complète de l'allée en 1845 ont régulièrement contribué à sa dégradation. Selon le dr Robert, la tombe aurait recueilli les dépouilles d'environ 200 individus. Les ossements et crânes retrouvés firent l'objet de diverses études anthropométriques, quelques-uns sont conservés au musée d'Archéologie nationale.
Le mobilier funéraire est conservé au musée de l'Homme et au musée Carnavalet. Il se compose de silex (6 haches polies, pointes de flèche ou javelots, lames et éclats), d'outils en os (poinçons, gaines de hache à emmanchement) d'éléments de parure (fragments de pendentifs en schiste). Les tessons de céramique correspondent à une poterie grossière siliceuse rougeâtre ou noirâtre, d'époque néolithique et à des poteries fines d'époque romaine. Des fragments de tegulae et une petite monnaie en bronze ont aussi été découvert.